# Густаво Мандука
Густаво Мандука (порт. Gustavo Manduca, нар. 8 червня 1980, Урусанга) — бразильський футболіст, що грав на позиції нападника, зокрема за низку португальських клубів. По завершенні ігрової кар'єри — тренер.

## Ігрова кар'єра
Починав грати у футбол на батьківщині в системі «Греміо».
Вже 1998 року перспективний бразилець перебрався до Європи, отримавщи запршення від фінського «ГІКа», звідки, провівши лише декілька ігор, був відданий в оренду до «Атлантіса».
1999 року переїхав до Португалії, приєднавшись до місцевого «Фелгейраша». Протягом першої половини 2000-х встиг пограти за місцеві «Ешпозенде», «Шавіш», «Пасуш ді Феррейра» та «Марітіму».
2006 року став гравцем «Бенфіки», проте у складі португальського гранта не закріпився і того ж року перебрався до грецької першості, де на правах оренди приєднався до столичного клубу АЕК. Відіграв за афінський клуб наступні чотири сезони своєї ігрової кар'єри.
Влітку 2010 року досвідчений нападник уклав трирічну угоду з кіпрським АПОЕЛом. У новій команді став однією з ключових фігур у нападі і загалом відіграв за неї п'ять сезонів, у чотирьох з яких АПОЕЛ ставав чемпіоном країни.

## Кар'єра тренера
Завершивши ігрову кар'єру у березні 2015 року через важку травму, 34-річний бразилець залишився в структурі АПОЕЛа, отримавши посаду директора з футболу. За два місяці, після звільнення Торстена Фінка, був призначений виконувачем обов'язків головного тренера команди. Під його керівництвом вона здобула 4 очки у заключних двох турах першості Кіпру 2014/15, яких було достатньо для захисту чергового чемпіонського титулу, а також перемогу у фіналі тогорічного Кубка країни.
Попри це призначення Мандуки для керівництва АПОЕЛа було тимчасовим кроком, тож по завершенні сезону він погодився очолити тренерський штаб місцевого ж друголігового «Отеллоса» (Атіену). Із цією командою пропрацював лише декілька місяців і був звільнений через незадовільні результати.

## Титули і досягнення
- Чемпіон Кіпру (4):

АПОЕЛ: 2010-2011, 2012-2013, 2013-2014, 2014-2015
- Володар Кубка Кіпру (2):

АПОЕЛ: 2013-2014, 2014-2015